# Myrsine leucantha
Myrsine leucantha är en viveväxtart som först beskrevs av Karl Moritz Schumann, och fick sitt nu gällande namn av Pipoly. Myrsine leucantha ingår i släktet Myrsine och familjen viveväxter. Inga underarter finns listade i Catalogue of Life.